# Zheng Zhi
Zheng Zhi (chinesisch 郑智, Pinyin Zhèng Zhì, * 20. August 1980 in Shenyang) ist ein chinesischer ehemaliger Fußballspieler. Von 2010 bis 2022 spielte er bei Guangzhou Evergrande. Er war außerdem Kapitän der chinesischen Nationalmannschaft.

## Vereinskarriere
Zheng begann seine Karriere bei Liaoling Chuangye, ehe er 2001 in den Kader von Shenzhen Jianlibao stieß. In seiner ersten Saison wurde der Verein Fünfter der höchsten chinesischen Spielklasse. Nach dem Vizemeistertitel 2002, wo Zheng zum ersten Mal chinesischer Fußballer des Jahres wurde und Platz vier 2003, wurde in der neu geschaffenen Super League 2004 der Meistertitel geholt.
2005 wechselte Zheng zum Ligakonkurrenten Shandong Luneng Taishan. Es wurde am Ende der ersten Saison Platz 3 erreicht. 2006 konnte der Mittelfeldspieler seinen zweiten Meistertitel feiern, gleichzeitig wurde der Pokal gewonnen und als Zugabe wurde Zheng zum zweiten Mal chinesischer Fußballer des Jahres.
In der Winterpause 2006/07 wechselte der Chinese nach Europa und unterschrieb leihweise beim damaligen englischen Erstligisten Charlton Athletic. Der Verein stieg als 19. ab, vier Punkte fehlten zum rettenden Ufer. Wegen guter Leistungen wurde er dann von den Addicks verpflichtet und in der darauffolgenden Saison in der Football League Championship konnte der elfte Platz erreicht werden. In der Saison 2008/09 musste er mit Charlton den Gang in die dritthöchste Spielklasse Englands antreten. Der Verein stieg als Letzter aus der zweiten Liga ab.
Daraufhin wurde er von Celtic Glasgow verpflichtet. Bei den Schotten gab er sein Debüt im Old Firm gegen die Glasgow Rangers, als er den Elfer zum 1:2 herausholte. Das Spiel endete jedoch auch 1:2.
2010 wurde er von Guangzhou Evergrande verpflichtet, wo er eine Ära prägte und zweimal die AFC Champions League und mehrere chinesische Meisterschaften gewann. 2022 beendete er seine Spielerkarriere.

## Nationalmannschaft
Er nahm am Asia-Cup 2004 in seiner Heimat China teil. Er kam in allen Gruppenspielen zum Einsatz, wobei er gegen Bahrain den zwischenzeitlichen 1:1-Ausgleich erzielte. Im Viertelfinale konnte er mit zwei Toren gegen den Irak sein Team ins Halbfinale schießen. Dort wurde dann der Iran im Elfmeterschießen eliminiert, Zheng konnte einen Elfmeter verwandeln. Im Finale gegen Japan spielte Zheng zwar durch, konnte aber die 1:3-Niederlage nicht verhindern. Insgesamt stand er bei allen sechs Spielen der Chinesen auf dem Platz und erzielte drei Tore.
Beim Asia-Cup 2007 in Indonesien, Malaysia, Thailand und Vietnam wurde Zheng in zwei Gruppenspielen eingesetzt, wo er in beiden eine gelbe Karte erhielt. China schied in der Gruppenphase als Gruppendritter hinter Iran und Usbekistan aus.
2008 nahm er an den Olympischen Spielen in Peking teil. In den Gruppenspielen gegen Neuseeland und Belgien kam Zheng zum Einsatz. Im Gruppenspiel gegen die Belgier sah er in der 64. Minute die rote Karte. China schied als Gruppendritter aus. 

## Erfolge/Titel
In der Nationalmannschaft
- Vize-Asienmeister: 2004

Im Verein
- AFC Champions League: 2013, 2015
- Chinesischer Meister: 2004, 2006, 2011, 2012, 2013, 2014, 2015, 2016[1]
- Chinesischer Pokalsieger: 2006, 2016
- Chinesischer Supercup: 2012,[2] 2016[3]

Persönliche Auszeichnungen
- Asiens Fußballer des Jahres: 2013
- Chinesischer Fußballer des Jahres: 2002, 2006